# Mölnlycke
Localité suédoise de la province de Västergötland, Mölnlycke est le chef-lieu de la commune de Härryda, dans le comté de Västra Götaland. Une partie de Mölnlycke fait aussi partie de la commune de Mölndal. En 2010, la ville compte 15 608 habitants.

## Galerie

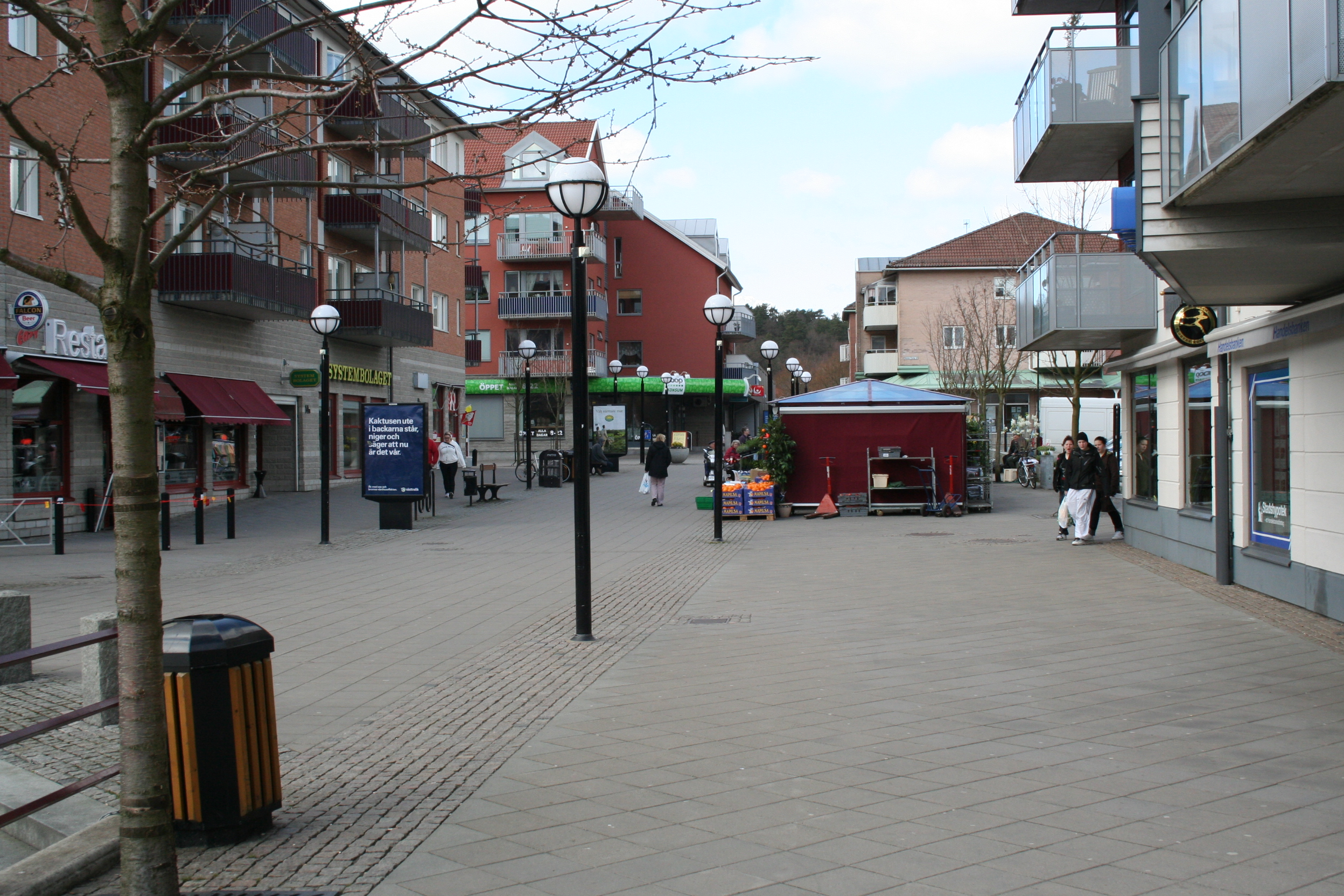
Mölnlycke